# Tethya ornata
Tethya ornata är en svampdjursart som beskrevs av Sarà, Bavestrello och Calcinai 2000. Tethya ornata ingår i släktet Tethya och familjen Tethyidae.
Artens utbredningsområde är havet kring Hawaii. Inga underarter finns listade i Catalogue of Life.